# Insane Poetry
Insane Poetry — американская хип-хоп группа из Лос-Анджелеса. Создана в 1988 году и является одной из первой хорроркор-групп.

## История
Группа была собранна репером Cyco, ранее известным как Psycho (Эндрю "Drew" Холимен), после того, как он был принят на работу в качестве диск-жокея на радиостанции KDAY. Совместно DJ Streek и Shakespear the One-Man Riot, Insane Poetry выпустили дебютный сингл, "Twelve Strokes Till Midnight," в 1988. После ухода Shakespear и Em-Dee, Insane Poetry подписали контракт с Nastymix/Ichiban Records  и выпустили второй альбом, Blacc Plague, в 1996 году, но из-за разногласий группе пришлось покинуть лейбл.
В 2001 Cyco познакомился с продюсером Джейсоном "JP Tha Hustler" Перлом. Они создали Grim Reality Entertainment. В 2003, Insane Poetry выпустили Faith in Chaos. В 2007 был выпущен альбом Fallen From Grace.
Insane Poetry присутствует на многих сборниках, включая Grim Reality Entertainment Music Collection Vol. 1, GRE for the Radio Music Collection Vol. 2, Corporate Takeover, New Breed, JP tha Hustler's 100% Hardcore, VD's Hardcore Hip Hop, и Nekro G's Reel Street Musik

## Дискография

### Альбомы
- 1992: Grim Reality
- 1996: Blacc Plague
- 2003: Faith in Chaos (Book of Revelations)
- 2007: Fallen from Grace
- 2008: Sutter Kain Presents Cyco the Snuff Reels
- 2013: Edgar Allan Holiman
- 2013: Random Acts of Violence (as M.M.M.F.D. With Scum of LSP)[1]
- 2014: Killaborations

### Компиляции
- 2008: 'History: Rare & Unreleased
- 2012: The Best of Insane Poetry

### Микстейпы
- 2012: Insane Poetry Presents Prelude to Edgar Allan Holiman—Creative Destruction The Mixtape

### EP
2016: Violent Art EP